# 2011 en Ukraine
Chronologie de l'Ukraine
- 2007
- 2008
- 2009
- 2010
- 2011
- 2012
- 2013
- 2014
- 2015

Cette page concerne les évènements survenus en 2011 en Ukraine :

## Évènement
- Poursuites judiciaires contre les partisans de Ioulia Tymochenko
- 29 juillet : Accident dans la mine de Bazhanov (en)
- 22 août : Affaire terroriste de Vasylkiv (en) : des militants tentent de faire exploser la statue de Lénine.

## Sport
- Championnat d'Ukraine de football 2010-2011
- Championnat d'Ukraine de football 2011-2012
- Coupe d'Ukraine de football 2010-2011
- Coupe d'Ukraine de football 2011-2012
- Supercoupe d'Ukraine de football 2011

## Culture
- Participation de l'Ukraine au concours Eurovision de la chanson à Düsseldorf.

### Sortie de film
- Cross
- Gámer
- La Terre outragée
- Un samedi presque parfait

## Création
- Borotba (en) (organisation politique)
- Mouvement civil Chesno (en)
- Stade Tchornomorets à Odessa.
- Syndicat autonome des travailleurs (en)

## Dissolution
- Dead Rooster (en), groupe musical.
- Parti de la Justice (en)
- MFK Chakhtior Donetsk (équipe de futsal)

## Décès
- Ihor Bodnar (uk), peintre.
- Ada Semenovna Chachko, sociologue.
- Valentin Grichtchenko, scientifique.
- Mikhail Kadets, mathématicien.
- Wasyl Watamaniuk (uk), personnalité politique.